# Pseudopoda diversipunctata
Pseudopoda diversipunctata är en spindelart som beskrevs av Jäger 200. Pseudopoda diversipunctata ingår i släktet Pseudopoda och familjen jättekrabbspindlar.
Artens utbredningsområde är Nepal. Inga underarter finns listade i Catalogue of Life.